# 網野徹哉
網野 徹哉（あみの てつや、1960年4月13日 - ）は、日本の歴史学者、東京大学大学院総合文化研究科教授。専攻はアンデス社会史。

## 略歴
- 1979年 愛知県立旭丘高等学校卒業
- 1984年 東京大学文学部西洋史専攻卒業
- 1986年 東京大学大学院総合文化研究科地域文化専攻（ラテンアメリカ）修士課程修了
- 1987-1988年 スペイン・セビーリャ大学に留学
- 1989年 東京大学博士課程中途退学
- 1989年 東京大学教養学部助手（中南米分科）
- 1990年 フェリス女学院大学国際文化学科専任講師
- 1994年 東京大学教養学部助教授
- 2007年 同総合文化研究科准教授
- 2012年 同総合文化研究科教授

## 著書
- 『興亡の世界史 第12巻　インカとスペイン帝国の交錯』講談社 2008／講談社学術文庫 2018
- 『インディオ社会史　アンデス植民地時代を生きた人々』みすず書房 2017
- 『印加與西班牙的交錯─從安地斯社會的轉變，看兩個帝國的共生與訣別』八旗文化 2018

### 共編著
- 『世界の歴史 18　ラテンアメリカ文明の興亡』 高橋均と共著、中央公論社 1997／中公文庫 2009
- 『アンデス世界 = LOS ANDES 交渉と創造の力学』 染田秀藤・関雄二共編、世界思想社 2012
- 『南北アメリカの歴史』 橋川健竜共編、放送大学教材 2014

| スタブアイコン | サブスタブ | この項目は、まだ閲覧者の調べものの参照としては役立たない、人物に関連した書きかけの項目です。この項目を加筆・訂正などしてくださる協力者を求めています（P:人物伝/PJ:人物伝）。 |